# Марія Бах
Баронеса Марія Емілія фон Бах (нім. Marie Emilie Freiin von Bach; 1 березня 1896, Відень — 26 лютого 1978, Відень) — австрійська піаністка, скрипалька, композиторка і художниця.

## Біографія
Марія народилася в музичній сім'ї: її батько, Роберт Бонавентура Майкл Венцель фон Бах, був адвокатом, але у вільний час займався музикою і живописом; мати, Елеонора Жозефа Марія Терезія Огюст Бах, була співачкою і композиторкою.
У 1897 році сім'я переїхала до Бадена. Дівчинка почала займатися музикою у п'ятирічному віці з приватним педагогом, одночасно навчалася грі на скрипці та на фортепіано. Виконувала роль другої скрипки в домашньому оркестрі свого батька. Закінчила музичну школу як піаністка. З 1919 по 1925 рік навчалася у Віденській академії музики (нині Віденський університет музики й виконавського мистецтва), де її вчителями були Й. Маркс (композиція), П. Кон (фортепіано) та І. Бутников (диригування).
Манера виконання музичних творів Марії Бах сформувалася під впливом творчості пізніх романтиків, зокрема, Мусоргського, Скрябіна і Стравинського. У 1921 році вона дебютувала як композитор із циклом «блазнівських пісень» (нім. Narrenlieder) для тенора та оркестру. У 1920-30-ті роки Марія написала фортепіанний квартет, фортепіанний квінтет, сонату для віолончелі та фортепіано, інші камерні й вокальні музичні твори.
У 1952 році вийшла заміж за італійського художника Артуро Ч'ячеллі, і незабаром також почала займатися живописом, переважно пейзажами. Після того, як Марія взяла участь у кількох художніх виставках, отримала визнання навіть більше, ніж як музикант.
Померла 26 лютого 1978 року, отруївшись внаслідок витоку побутового газу.